# Шамкович Леонід Олександрович
Леонід Олександрович Шамкович,  (рос. Леонид Александрович Шамкович; нар. 1 червня 1923, Ростов-на-Дону - 22 квітня 2005, Нью-Йорк) – американський шахіст російського походження, автор книжок на шахову тематику, гросмейстер від 1965 року.

## Шахова кар'єра
Перші значні успіхи припадають на початок 1950-х років. У 1954 i 1956 роках перемагав на чемпіонаті РРФСР. 1954 року вперше взяв участь у фіналі чемпіонату СРСР. До 1972 року у фінальних турнірах виступав ще п'ять разів, найкращий результат показав на перетині 1964 i 1965 років у Києві, де поділив 5-6-те місце. 1961 року поділив 1-ше місце (разом з Давидом Бронштейном) на чемпіонаті Москви. У 1962 році переміг у Душанбе, у 1965 році посів 3-тє місце (позаду Пауля Кереса i Властіміла Горта) в Маріанських Лазнях, крім того 1967 року поділив 1-ше місце в Шалготар'яні (меморіал Лайоша Асталоша, разом з Ішваном Білеком) i в Сочі (разом з Олександром Зайцевим, Володимиром Симагіним, Миколою Крогіусом i Борисом Спаським). 1969 року переміг у Констанці, крім того в 1972 році поділив 1-ше місце в Тімішоарі. 1975 року полишив Радянський Союз, вирушивши спочатку до Ізраїля, потім до Канади і нарешті оселився в США. Того самого року посів 2-ге місце на турнірі Canadian Open у Калгарі, a в 1976 i 1977 роках поділив 1-ше місце на турнірах U.S. Open (у першому випадку разом з Анатолієм Лейном, а в другому – з Ендрю Солтісом i Тімоті Тейлором). У 1978 році здобув у Пасадені бронзову медаль чемпіонату США, крім того в 1980 році представляв Сполучені Штати на шаховій олімпіаді у Валетті, на якій американські шахісти посіли 4-те місце. 1980 року поділив 2-ге місце (позаду Єгуди Грюнфельда, разом з Карлосом Куартасом) у Білі, у 1981 році поділив 3-тє місце (позаду Єгуди Грюнфельда i Анатолія Лейна, разом з Джоном Федоровичом) на меморіалі Едварда Ласкера у Нью-Йорку, крім того в 1982 був другим у Нью-Йорку. У наступних роках не досягнув настільки значущих результатів. Одним з останніх його успіхів був поділ 2-го місця (позаду Джона Доналдсона) на Бермудських островах у 1995 році.
Найвищий рейтинг Ело у кар'єрі мав 1 липня 1973 року, досягнувши 2540 пунктів ділив тоді 41-44-те місце в світовій класифікації ФІДЕ, водночас ділив  22-24-те місце серед радянських шахістів.
Був автором або співавтором кількох книжок на шахову тему. Помер 2005 року від хвороби Паркінсона.

## Вибрані твори
- Chess sacrifices, 1976, ISBN 0-900928-99-9
- Play the Tarrasch, 1984, ISBN 0-08-029748-X
- Spanish gambits, 1986, ISBN 0-02-029020-9
- Kasparov’s opening repertoire, 1990, ISBN 0-02-029811-0
- World champion tactics, 1999, ISBN 1-58042-005-2
- A new era. How Каспаров Гаррі Кімович|Гаррі Каспаров changed the world of chess, 1997, ISBN 0-345-40890-X